# Pesti Vigadó

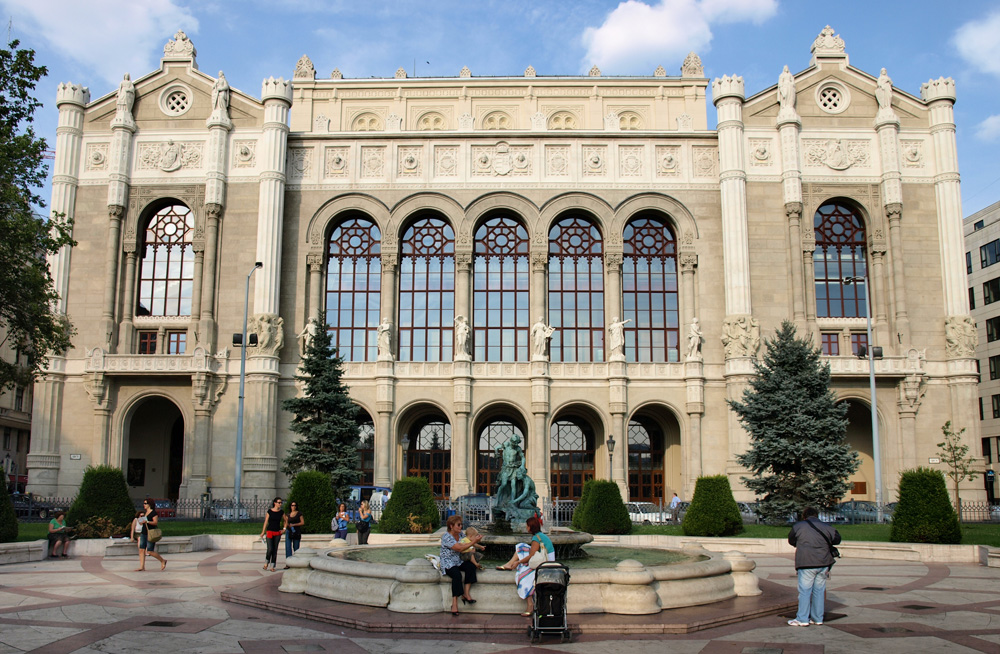
Het Pesti Vigadó bezien over het Vigadó tér vanaf de Donau-oever

Het Pesti Vigadó is een cultureel centrum geopend in 1865, centraal gelegen in Boedapest aan oostelijke oever van de Donau. Sinds 14 maart 2014 is het heropend na een verbouwing en deels toegankelijk voor het publiek. Een tweede gebouw met de naam Vigadó, bevindt zich in Boeda (een gedeelte van de stad ten westen van de Donau): het Budai Vigadó.

## Naam
Het woord Vigadó is afgeleid van het verouderde Hongaars werkwoord 'vigad', dat zo veel betekent als 'vrolijk zijn' en 'feesten'. De naam Vigadó werd in brede zin gebruikt voor zowel een concertzaal, een balzaal als ook tentoonstellingszaal. Vandaar dat er meerdere gebouwen met de naam Vigadó in één stad konden bestaan.

## Geschiedenis

### Voorloper

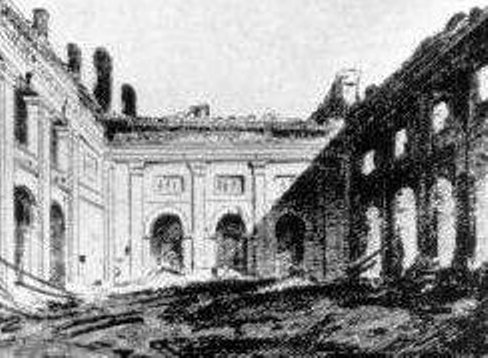
Het eerste Pesti Vigadó na de beschietingen in 1849

In de 18de eeuw ontstaat in Pest, dat tot 1873 een zelfstandige stad was náást Boeda, de drang naar de bouw van een uitgaansgebouw voor dans, theater en concerten. De stad die destijds deel uitmaakte van het Habsburgse Oostenrijk, kreeg geen steun uit Oostenrijk, vandaar dat het tot 1833 duurde voordat op de huidige plek een eerste gebouw werd gerealiseerd naar het plan van de architect Mihály Pollack. Het gebouw werd in klassieke stijl uitgevoerd. Onder de musici die hier optraden, bevonden zich onder anderen Johan Strauss en Franz Liszt.
In augustus 1842 herbergde het multifunctionele gebouw de eerste "industriële kunsttentoonstelling" in Hongarije.
Tijdens de revolutie van 1848-1849, werd het gebouw als eerste gebouw in Hongarije gebruikt voor de zittingen van het Hongaarse Huis van Afgevaardigden. Het is aan het einde van deze revolutie dat het statige gebouw door de Habsburgse generaal Hentzi vernietigd wordt.

### Het huidige gebouw
In 1858 begon men met de bouw van het huidige Pesti Vigadó, naar een ontwerp van Frigyes Feszl in een neo-romantische stijl met oosterse elementen die verwijzen naar de vermeende oorsprong van de Hongaren in centraal-Azië. De voorgevel is versierd met Hongaarse volksmotieven, wapenschilden, borstbeelden en beelden van bekende Hongaren als koning Matthias en graaf Széchényi.
Op de pijlers boven de centrale toegang staan standbeelden van de Griekse muzen. Ook het interieur, van de hand van Károly Lotz en Mór Than, is luisterrijk versierd en meer dan de moeite van het kijken waard.
Na de inhuldiging in januari 1865, werd het gebouw al snel een belangrijke culturele ontmoetingsplek in Pest waar bals werden gehouden, naast concerten van, onder andere, Franz Liszt, Johannes Brahms, Camille Saint-Saëns, Claude Debussy, Bruno Walter, Herbert von Karajan, Emil Sauer, Vladimir Horowitz en Arthur Rubinstein.
Tijdens de Tweede Wereldoorlog liep het gebouw zoveel schade op, dat het niet meer gebruikt kon worden. Pas in de jaren 70 herstelde men het gebouw en werd het weer in gebruik genomen.
In 2004 begon men echter aan een nieuwe opknapfase, waardoor het gebouw niet toegankelijk was voor het publiek, tot 14 maart 2014. Deze symbolische dag verwijst naar de vooravond van de revolutie van 1848-1849, die op 15 maart begon.
Het gebouw is in beheer van de Hongaarse Academie voor de Kunsten (MMA) die er hun hoofdkantoor vestigden en onder meer conferenties en tentoonstellingen zullen houden. De openingstentoonstelling was die van de in 2011 overleden Hongaarse architect Imre Makovecz.